# Kalisongo
Kalisongo is een bestuurslaag in het regentschap Malang van de provincie Oost-Java, Indonesië. Kalisongo telt 7123 inwoners (volkstelling 2010).